# Giovanni Battista Eliano
Giovanni Battista Eliano, né à Rome en 1530, décédé dans la même ville le 3 mars 1589, est un prêtre jésuite italien, théologien, orientaliste et légat pontifical.

## Biographie

### Formation et culture hébraïque
Sa vie est assez bien connue car il a laissé une autobiographie. Juif de naissance, tant par son père (Yitzhak ben Yehiel, originaire de Bohême) que par sa mère Hannah, qui était la fille du grand linguiste Élie Lévita il fut prénommé 'Elia' en l'honneur de son grand-père maternel. À sept ans, en 1537, le jeune Elia fut envoyé à Venise (où Lévita était installé depuis 1528) pour acquérir auprès de son savant aïeul la culture hébraïque traditionnelle. Il se montra rapidement, en la matière, un sujet fort prometteur. Pendant l'hiver 1540/41, lui et son frère aîné Yossef (né en 1528) suivirent le grand-père Lévita qui se rendit à Isny im Allgäu à l'invitation de l'hébraïste protestant Paul Fagius, pour collaborer avec lui à l'édition imprimée de textes en hébreu. Les deux garçons collaborèrent à l'impression du Bovo Bukh, le roman en yiddish de Lévita, translittéré en caractères hébreux.
Lévita et ses petits-fils rentrèrent à Venise en novembre 1541 ; entre-temps, les parents des garçons, Yitzhak et Hannah, s'y étaient installés. Les deux frères collaborèrent encore avec leur grand-père à des éditions de livres hébraïques. En 1544, ils en firent sortir deux des presses des frères Brucioli : le Sefer Ruah Hen (un texte anonyme du XIIIe siècle, introduction au Guide des égarés de Maïmonide), et un commentaire du Livre de Job (d'attribution incertaine).
Peu après le jeune Élie partit avec ses parents en Orient, où Yitzhak avait des affaires commerciales à traiter : d'abord à Constantinople, ensuite au Caire. Le fils aîné, Yossef, était resté à Venise. Au Caire leur parvint une nouvelle qui sema la consternation dans toute la famille : Yossef s'était converti au catholicisme, et avait pris le nom de Vittorio Eliano. La famille regagna Venise d'urgence, pour tenter de faire revenir le fils aîné sur sa décision, en pure perte. Ils étaient présents quand Élie Lévita rendit l'âme le 28 janvier 1549. Ensuite la famille repartit pour Le Caire avec la grand-mère veuve (dont le nom n'est pas connu). Élie accompagna sa grand-mère à Jérusalem, où elle voulait finir sa vie. Il y resta environ un mois, puis regagna Le Caire, où il vécut encore près de deux ans et devint parfaitement arabophone.

### Conversion au catholicisme
En 1551, Élie fit retour à Venise, où il reprit contact avec son frère devenu Vittorio. Celui-ci le mit en rapport avec le jésuite et latiniste André des Freux. Début septembre 1551, il demanda à être hébergé dans le collège des jésuites de Venise, et le 21 de ce mois il reçut le baptême chrétien en l'église San Salvador, adoptant le nom de Jean-Baptiste en l'honneur du « nouvel Élie » des Évangiles.
Le père des Freux obtint d'Ignace de Loyola lui-même que Eliano fut admis dans la Compagnie de Jésus, et il prononça ses vœux le jour de Noël 1551. En septembre 1552, il suivit des Freux à Rome. Il y connut personnellement Loyola et y devint étudiant au Collège romain, nouvellement fondé. Le 1er mars 1561, ayant achevé son cycle d'études, il fut ordonné prêtre.
Ensuite il fut envoyé par le pape Pie IV, avec deux autres jésuites (dont le converso espagnol Cristóbal Rodriguez), en ambassade au Caire auprès du pape de l'Église copte Gabriel Minchawi (Gabriel VII), qui rejeta toute idée de reconnaissance de la primauté romaine. Sa mère Hannah vivait encore à l'époque au Caire. Au retour, leur navire fit naufrage au large de Chypre, et Eliano, rescapé, séjourna à Nicosie jusqu'en avril 1563, date à laquelle il put s'embarquer pour Venise. De là il se rendit à Trente où se tenait le concile pour y rencontrer Jacques Lainez, Supérieur Général de la Compagnie de Jésus. Ensuite il regagna Rome où il reprit ses études au Collège romain.
Jusqu'en 1566 il poursuivit sa formation en théologie. À partir de 1565, il est signalé comme professeur d'hébreu et d'arabe au Collège romain. En 1566, il fit tirer sur la presse du Collège la version arabe de la profession de foi tridentine (avec le latin au regard), avec des caractères qu'il avait fait fabriquer (I'tiqad al-amāna al-urtuduksīya / Fidei orthodoxæ brevis et explicata confessio) ; ce fut l'un des premiers textes imprimés en arabe.

### Missions œcuméniques en Orient
En 1573, il fut confesseur et préfet de la pénitencerie à Lorette. Le 25 février 1578, le pape Grégoire XIII l'envoya, avec un autre jésuite (Tommaso Reggio), en Orient pour une nouvelle ambassade : cette fois auprès du patriarche de l'Église maronite, Michel Rizzi. Ils furent rejoints à Tripoli, le 16 avril, par un autre équipier, le frère jésuite Mario Amato, puis gagnèrent Qannoubine, siège du patriarcat, dans le Mont Liban. Il y restèrent jusqu'en juin 1579 (et ce fut historiquement la première mission jésuite au Liban). Ils retournèrent à Rome en emportant plusieurs livres orientaux (dont les manuscrits Vat. arab. 467 et Vat. arab. 468, qui contiennent la Bible pratiquement entière en arabe).
L'année suivante, les deux légats retournèrent au Liban (avec un autre confrère, Giambattista Bruno) pour achever leur mission : ils firent tenir un synode de l'Église maronite à Qannoubine du 15 au 17 août 1580, et firent adopter par cette Église les décisions du concile de Trente. Eliano s'était muni de deux textes qu'il avait fait imprimer en plusieurs exemplaires à Rome, en arabe, mais en caractères garshounis : la profession de foi tridentine, et un catéchisme tridentin rédigé par un jésuite en latin (sans doute celui de Bellarmin) et qu'il avait traduit en arabe.
En août 1582, il se trouvait à Alep quand lui parvinrent des lettres du général de la Compagnie, Claudio Acquaviva, et du cardinal protecteur à Rome des Églises orientales, Giulio Antonio Santorio : nouvelle mission, plus de vingt ans après la première, auprès du pape copte, qui était alors Jean al-Manfaluti (Jean XIV). Il était mieux disposé que son prédécesseur, et un synode fut réuni au Caire sur la question des pourparlers avec Rome début février 1584. Mais finalement les prélats coptes, et le pape lui-même, refusèrent de s'engager, les discussions se poursuivirent dans l'incertitude, et Jean al-Manfaluti mourut brusquement le 5 septembre suivant. Quinze jours plus tard, Eliano et ses compagnons furent arrêtés et accusés d'inciter les Coptes à la révolte contre l'Empire ottoman ; ils restèrent vingt-quatre jours en prison avant que le pacha n'ordonne de les libérer. Alors que son confrère Francesco Sasso retournait faire rapport à Rome, Eliano demeura au Caire jusqu'à l'été 1585, mais dut se rendre à l'évidence que les contacts avec la hiérarchie copte n'aboutissaient à rien. Il reprit le chemin de l'Italie, où il aborda fin août 1585.

### Retour à Rome
En 1587, il fut nommé par Sixte V pénitencier de Saint-Pierre, une charge confiée à un prêtre jésuite depuis 1569. Il mourut deux ans plus tard à cinquante-neuf ans.
Polyglotte (il connaissait au moins sept ou huit langues), homme de vaste culture, Eliano a laissé surtout des textes manuscrits, souvent en arabe, en rapport avec ses activités missionnaires en Orient, entre autres des exposés et réfutations des diverses « erreurs » imputées aux Églises séparées de Rome. Il a produit aussi des traductions de textes. Il a publié aussi à Rome en 1587 un catéchisme illustré en italien qui a connu un grand succès, a été traduit en plusieurs langues et est devenu un modèle de catéchisme de la Réforme tridentine.